# (33310) 1998 KF54
1998 كي أف 54 (ويعرف أيضًا باسم (33310) 1998 كي أف 54 وفق تسمية الكوكب الصغير) (بالإنجليزية: 1998 KF54)‏ هو كويكب ضمن حزام الكويكبات؛ وترتيبه 33310 من حيث الاكتشاف.
اكتُشف هذا الجُرم الفلكي بواسطة بحث لنكولن عن الكويكبات القريبة من الأرض في 23 مايو 1998.

## وصلات خارجية
- (33310) 1998 KF54 في قاعدة بيانات مختبر الدفع النفاث لأجرام النظام الشمسي الصغيرة

- الاكتشاف · مخطط المدار ·  العناصر المدارية · المعلمات المادية

- (33310) 1998 KF54 على موقع ويكي سكاي: DSS2, SDSS, GALEX, IRAS, Hydrogen α, X-Ray, Astrophoto, Sky Map, Articles and images